# Klokočov, Michalovce
Klokočov este o comună slovacă, aflată în districtul Michalovce din regiunea Košice. Localitatea se află la altitudinea de 138 m deasupra n.m., se întinde pe o suprafață de 11,94 km2 și în 2017 număra 424 de locuitori.

## Istoric
Localitatea Klokočov este atestată documentar din 1358.

## Demografie
| An:                | 1994 | 2004   | 2014   | 2024   |
| ------------------ | ---- | ------ | ------ | ------ |
| Număr de persoane: | 378  | 406    | 422    | 462    |
| Diferență:         |      | +7,40% | +3,94% | +9,47% |

| An:                | 2023 | 2024   |
| ------------------ | ---- | ------ |
| Număr de persoane: | 449  | 462    |
| Diferență:         |      | +2,89% |